# Apiosphaeria
Apiosphaeria — рід грибів родини Phyllachoraceae. Назва вперше опублікована 1909 року.

## Класифікація
До роду Apiosphaeria відносять 8 видів:
- Apiosphaeria controversa
- Apiosphaeria guaranitica
- Apiosphaeria guarantica
- Apiosphaeria indica
- Apiosphaeria nipponica
- Apiosphaeria ospinae
- Apiosphaeria topographica
- Apiosphaeria ulei